# 국립미술관 (아르헨티나)
국립미술관(스페인어: Museo Nacional de Bellas Artes, MNBA)은 아르헨티나의 수도 부에노스아이레스의 바리오인 레콜레타에 위치한 국립미술관이다. 아르헨티나 국립미술관은 2004년에 네우켄에 분관을 열었다. 이 미술관은 아르헨티나의 대표적인 문화유산들과 라틴아메리카의 뛰어난 예술품을 소장하고 있다.

## 역사

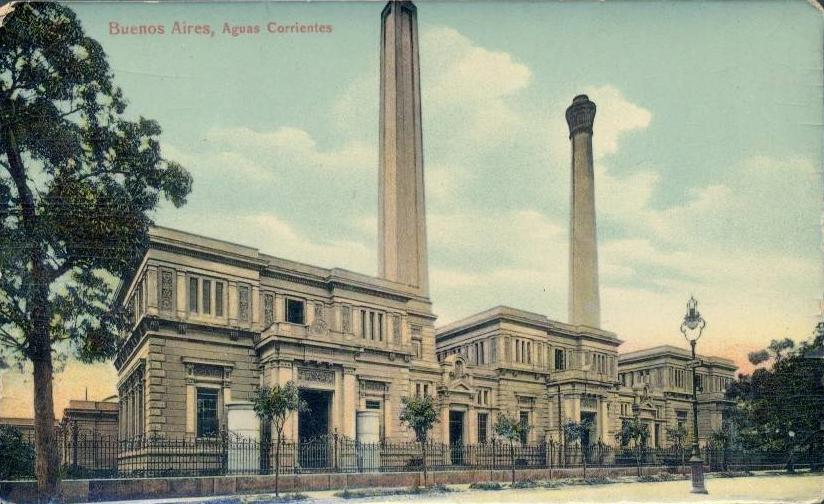
당시의 펌프장과 파사드의 원형

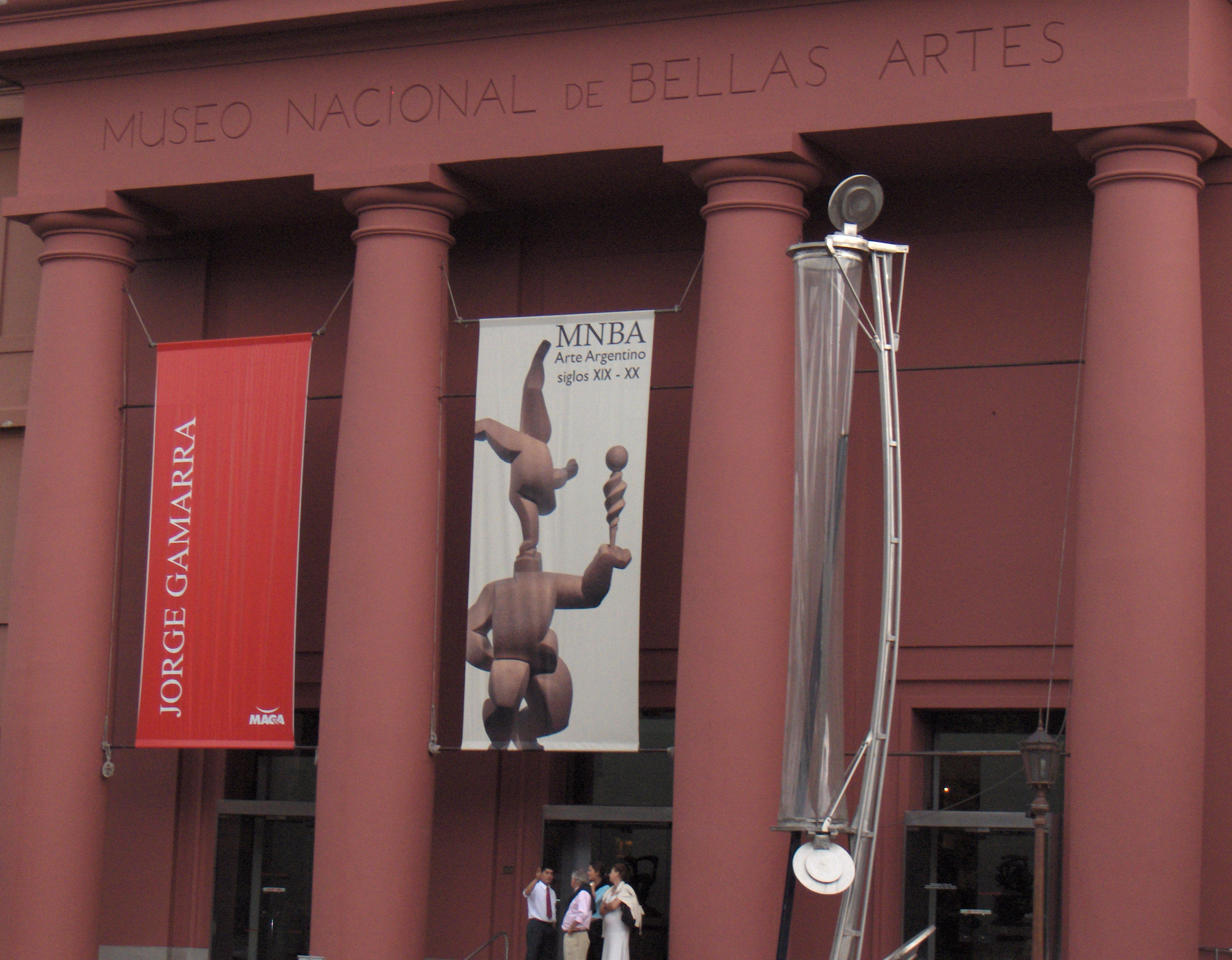
알레한드로 부스티요가 개축한 현재의 파사드

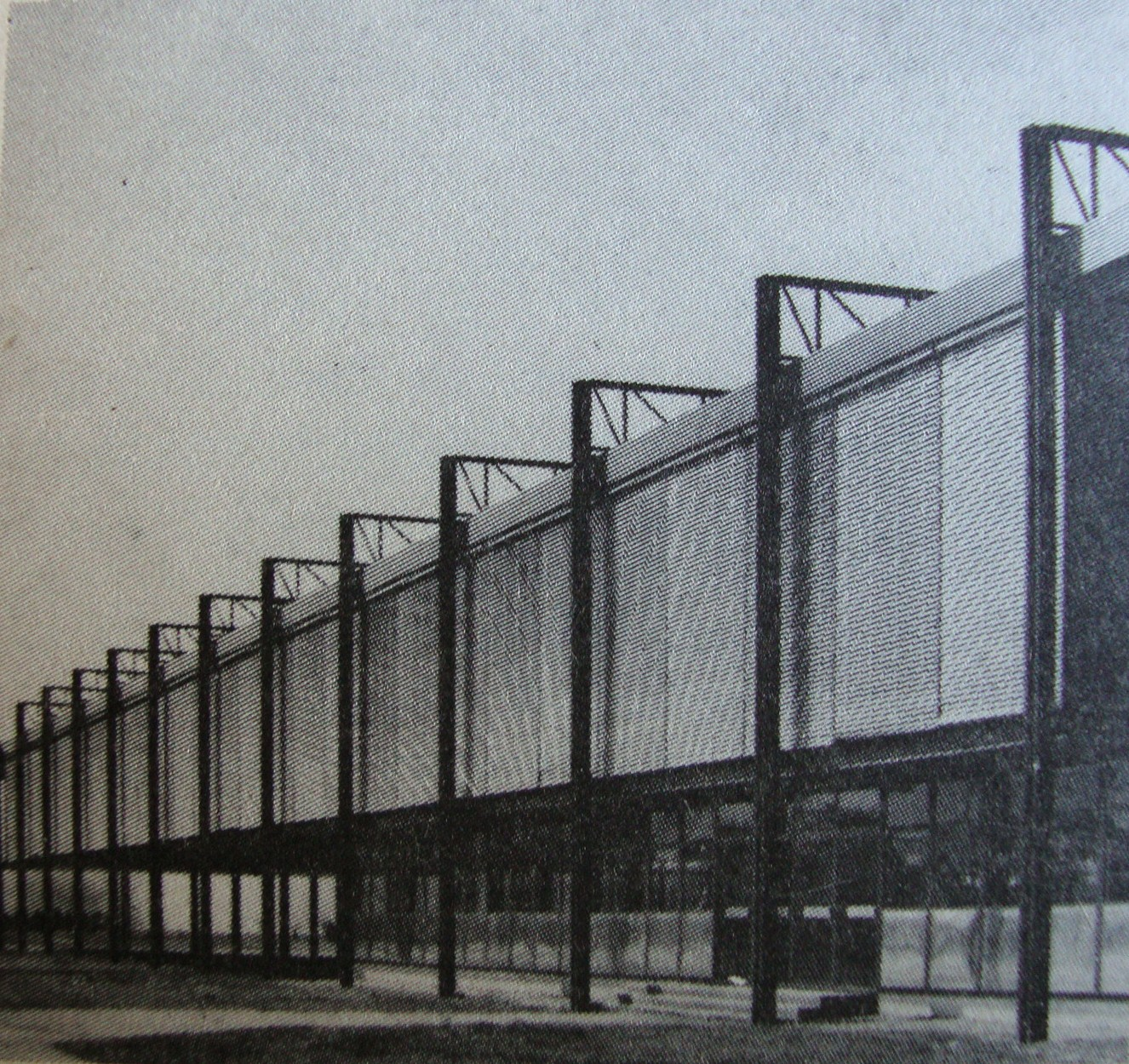
국가 수립 150주년을 맞아 건설한 별관 (1960)

아르헨티나 국립미술관은 1895년 7월 16일 개관하였고, 첫 본부는 현재 갈레리아스 파시피코 쇼핑몰이 있는 "봉 마르쉐 (Bon Marché)"의 갤러리였다. 이 갤러리는 1년 후인 1896년 12월 25일 에두아르도 스키아피노의 주도 하에 대중들에게 공개되었다. 그 이후로 박물관의 소장품이 구매와 기증 양 쪽 모두에 힘입어 양질 모두 성장하기 시작했다. 1909년에 이르자 이 박물관의 소장품은 20배로 증가했고 새로운 건물로 입주해야했다. 이때 선정된 건물은 산마르틴 광장에 위치한 철제 구조물과 철근 유리로 된 1889년 파리 만국 박람회의 아르헨티나관이었는데, 이 건물은 만국박람회 후 철거되어 아르헨티나로 운반되어 재설치 되었다.
이 건물에서 아르헨티나 국립박물관은 1932년까지 지내다가 현 위치에 있는 "펌프장 (Casa de Bombas)" 건물로 이전되었다. 이 건물은 부에노스아이레스 시가 아르헨티나 국립미술관에 1931년 기증한 건물로로, 펌프장이라는 이름이 붙었던 것은 원래 이 건물이 펌프장과 도시의 식수 저수장으로 쓰였기 때문이다. (이 물은 리세오 극장 앞에 있는 로스 도스 콩그레소스 광장에 있는 고가 수조로 보내졌다.)
이 건물의 재단장은 건축가 알레한드로 부스티요에게 맡겨졌는데, 그는 유럽의 박물관들을 참조하여 넓고 밝은 공간과 주의와 움직임이 덜 피곤하도록 공간과 경로를 설계했다. 이 건물의 파사드는 완전히 새로 만들어졌는데, 기존의 이탈리아 양식의 건물을 부스티요가 선호한 신고전주의 양식으로 바꾸었다. 부스티요의 이러한 경향은 그의 다른 대표작들인 아르헨티나 국립은행과 콘티넨탈 호텔에서도 볼 수 있다. 창문들은 없어졌고 많은 장식적 요소들도 제거되었고, 과거 펌프장의 앞면도 거의 사라지고 그가 설치한 네 개의 기둥과 코니스 (처마의 돌림띠) 만이 남게 되었다.
1932년 9월부터 새 건물로 미술관을 옮기는 작업이 시작되었고, 1933년 5월 23일 당시 대통령 아우구스티네 후스토가 참여한 개관식과 함께 박물관이 재개관하였다.
그때부터 새 아르헨티나 국립미술관은 몇 차례 변화를 겪게 되는데, 최초의 재단장은 1960년에 있었던 국가 창설 150주년 전시회의 일환으로 기획한 임시 기획전을 위한 별채를 짓는 것이었다.1980년에는 미술관에서 1,546 m2의 가장 큰 홀을 개장하게 되는데 이 곳에서는 현재 20세기 아르헨티나 미술 작품들을 소장하고 있다. 1980년에는 3층 작업이 완성되었는데 기술 및 행정 부서와 두 개의 조각을 위한 테라스가 설치되었다.
현재 아르헨티나 국립미술관은 34개의 전시홀이 있는데, 24개는 1층 (2,000 m2), 8개는 2층 (2,200 m2), 2개는 3층 (410 m2)에 위치하고 있다. 일층에는 미술에 특화된 도서관이 자리잡고 있는데, 150,000만권에 이르는 장서를 보유하고 있으며 또한 320 m2규모의 다목적 예술 행사를 위해 쓰이는 강당이 만들어져 있다.
현재 아르헨티나 국립미술관이 보유한 작품 수는 12,713개로 회화, 조각, 태피스트리, 인쇄, 드로잉과 기타 작품을 보유하고 있으며 그 중 700점이 전시되고 있다. 아르헨티나 국립미술관이 소장하고 있는 대표적인 작품의 작가들로는 렘브란트, 루벤스, 드가, 르누아르, 세잔, 모딜리아니, 엘 그레코, 로댕, 샤갈, 피카소, 고흐, 고갱 등이 있고 그외 다수의 아르헨티나의 유명 화가와 조각가들의 작품을 소장하고 있다.
2004년 9월 12일 네우켄시에 아르헨티나 국립미술관의 분관이 세워졌다. 이 건물은 건축가 마리오 알바레스가 설계한 작품으로, 2,500 2 의 부지에 세워졌으며, 기존 건물의 재활용이 아닌 박물관을 위해 세워졌으며 많은 기능을 갖추고 있다. 이 박물관은 네 개의 홀을 갖추고 있는 데 그 중 세 개의 홀은 215개의 작품을 상설 전시하고 있으며 나머지 한 곳은 임시 기획전을 위해 사용되고 있고, 다양한 문화적 행사를 위해 사용되는 400명이 수용 가능한 강당 또한 갖추고 있다.
2012년 4월에는 235점의 상설 전시품들이 구글 아트 프로젝트에 참여하였다.

## 전시품 (부에노스아이레스)
아르헨티나 작가

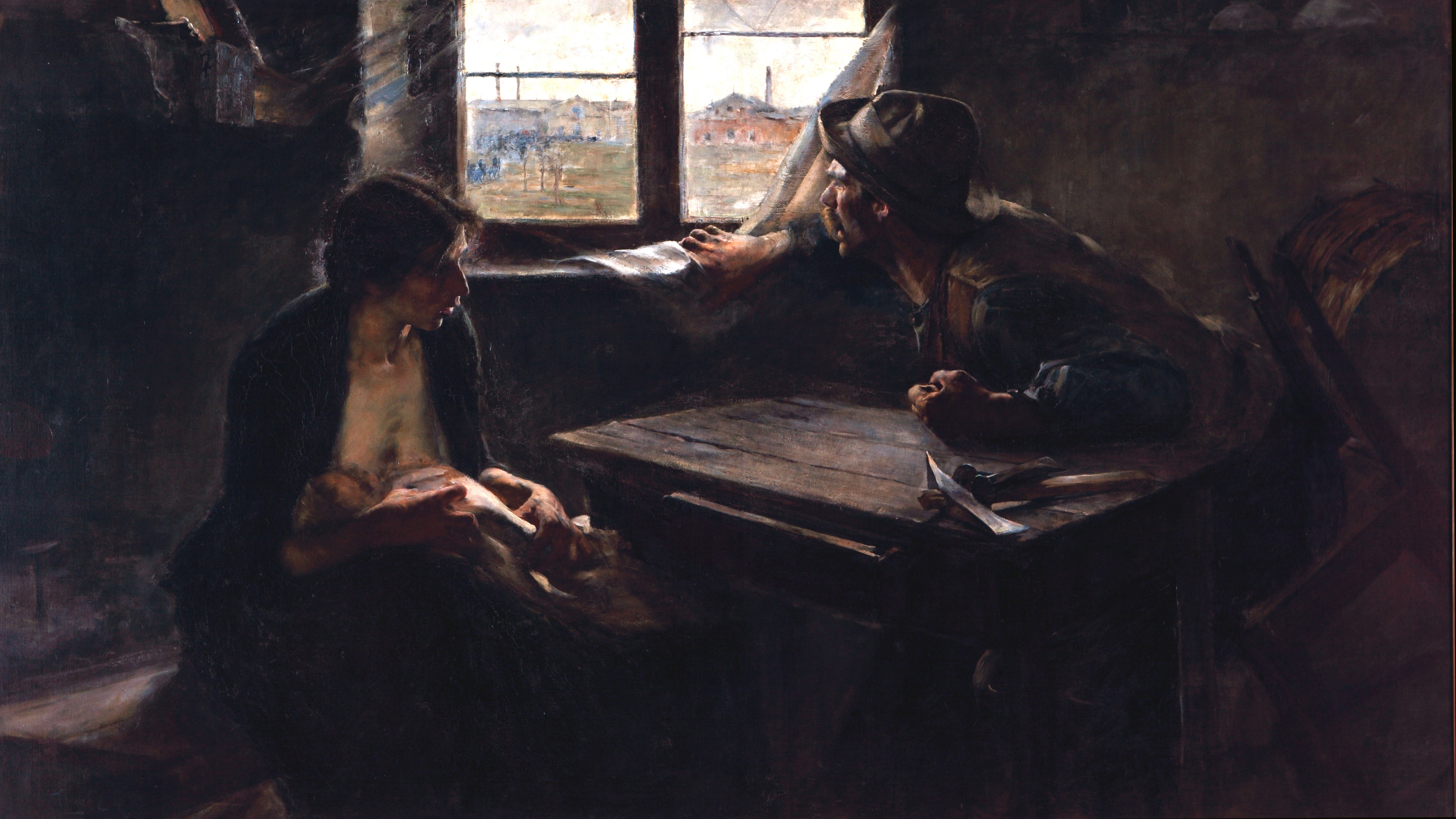
Without Bread or Work, 1893 에르네스토 데 라 카르코바
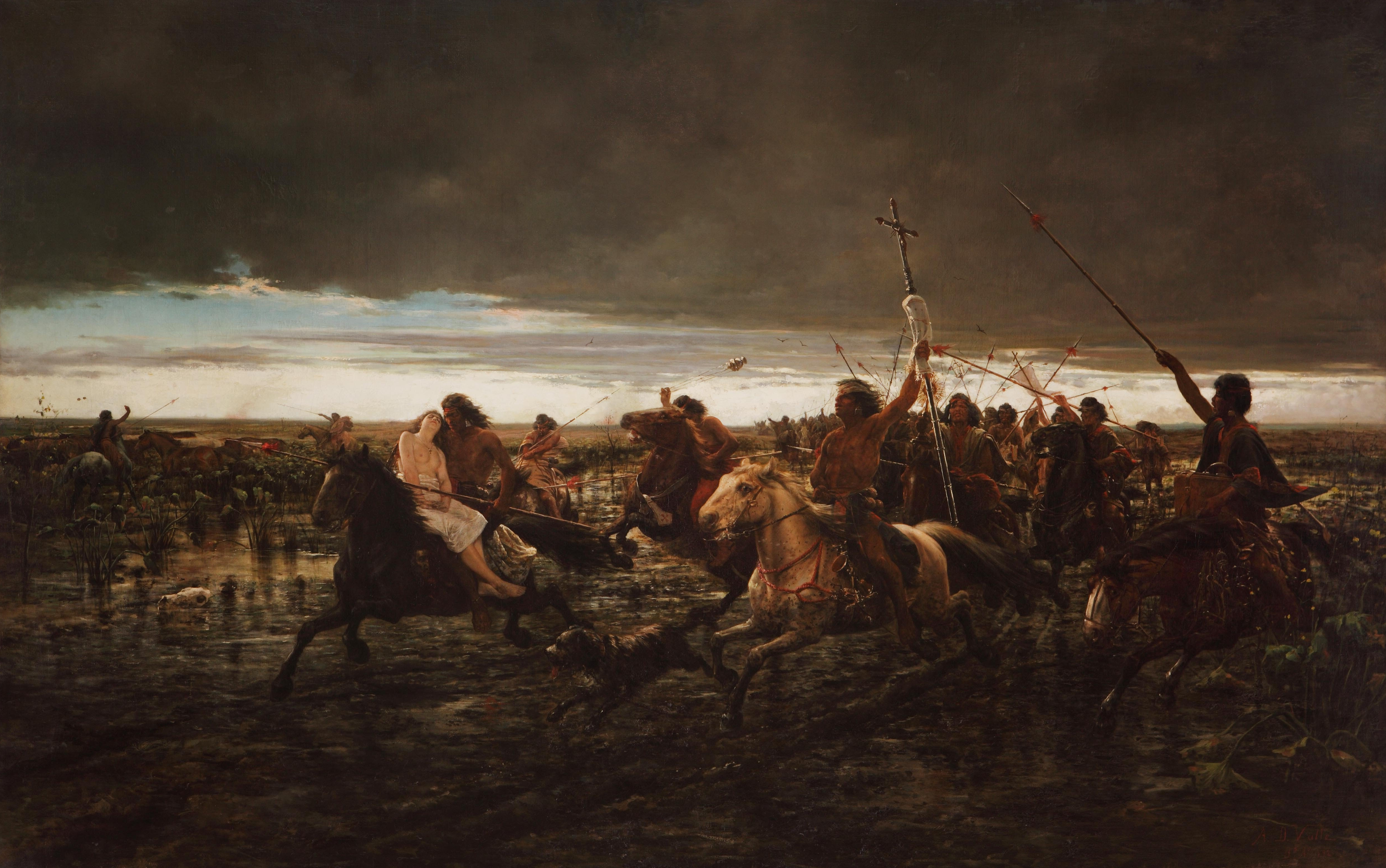
La vuelta del malón, 1892 앙헬 델라 바예
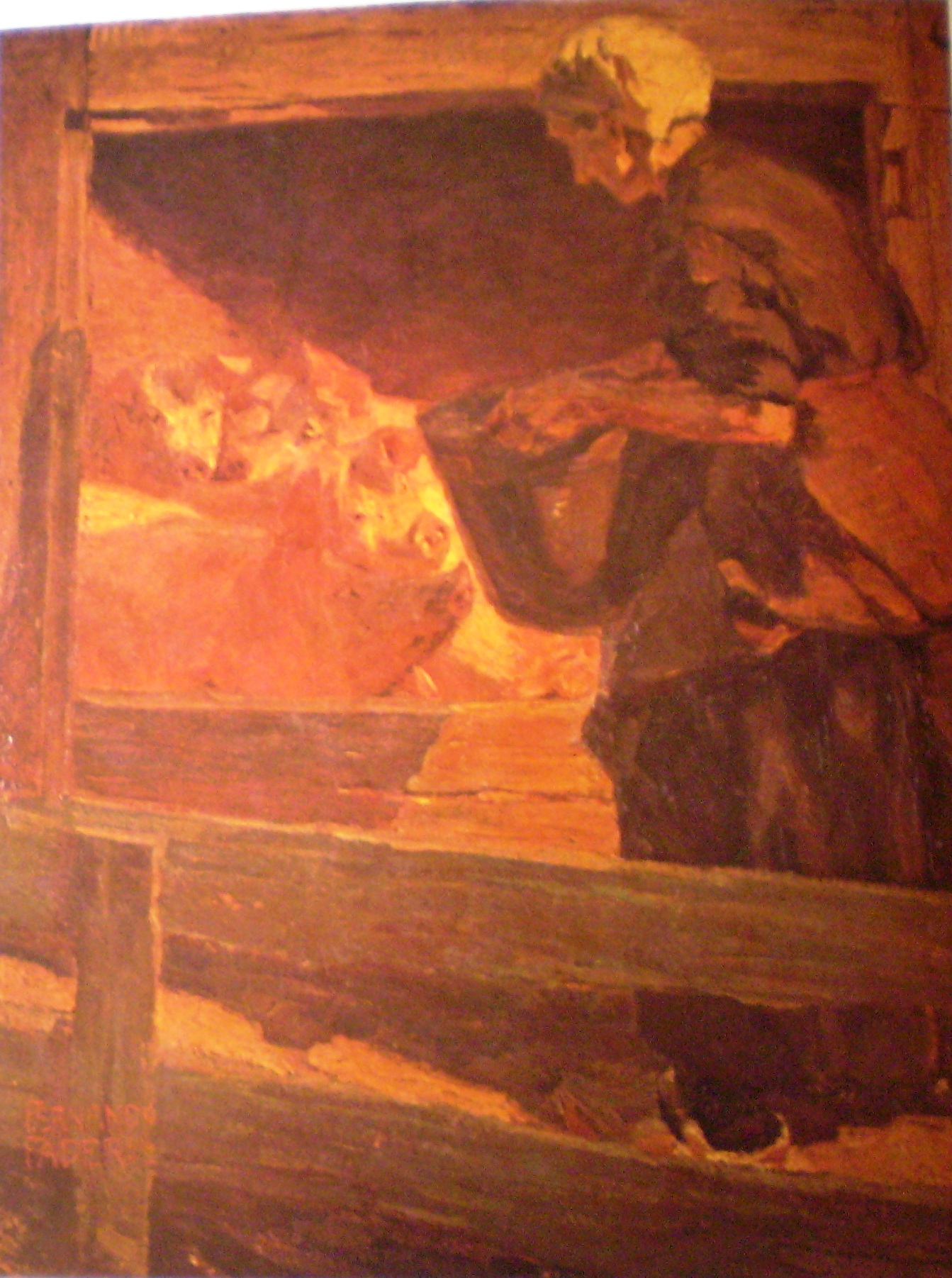
The Pig Trough, 1904 페르난도 파데르
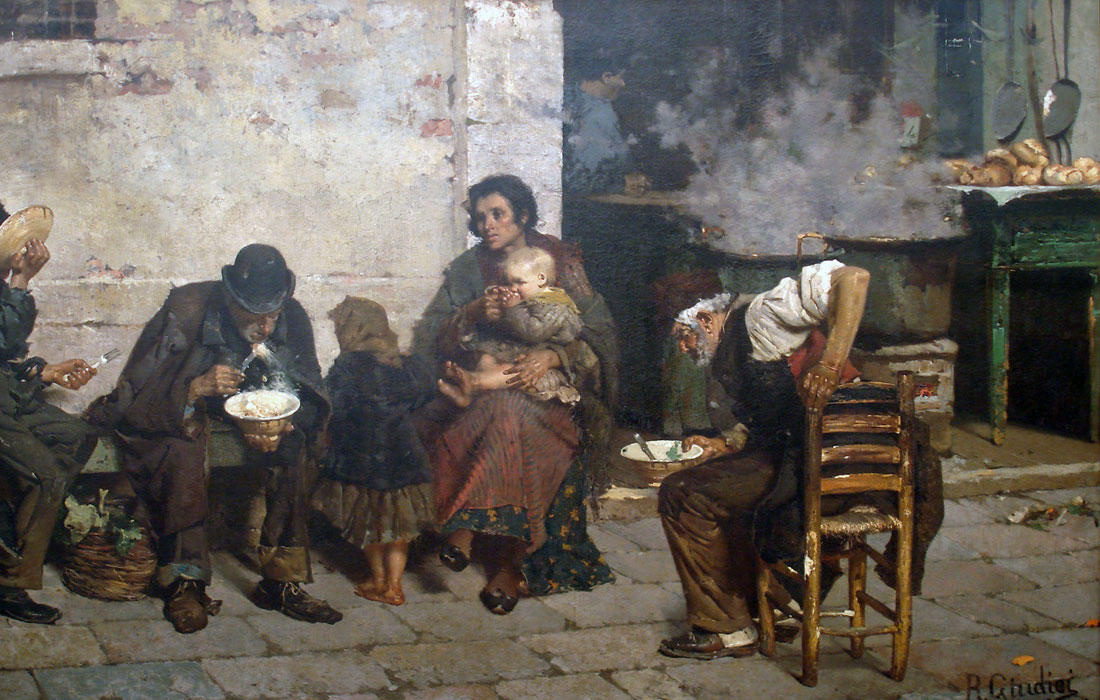
The Soup of the Poor, 1884 레이날도 주디치
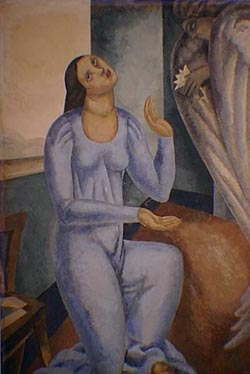
Anunciación, 1928 알프레도 구테로
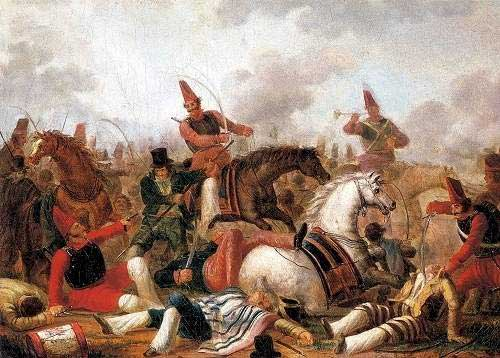
Cavalry Combat in the Rosas Era, 1830 카를로스 모렐
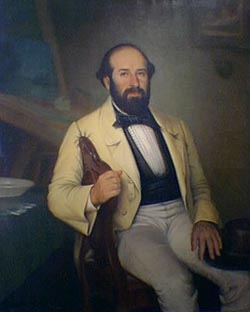
Portrait of Santiago Calzadilla, 1859 프릴리디아노 푸에이레돈
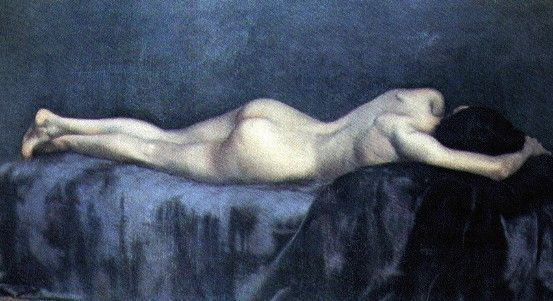
The Repose, 1889 에두아르도 스키아피노
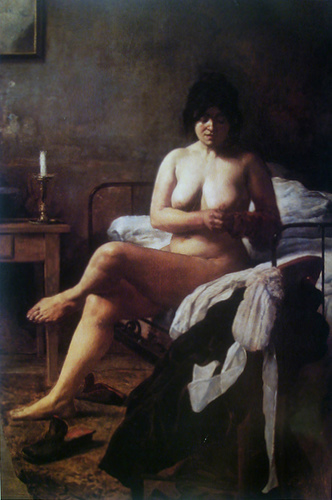
Waking the Maiden, 1887 에두아르도 시요리

유럽 작가

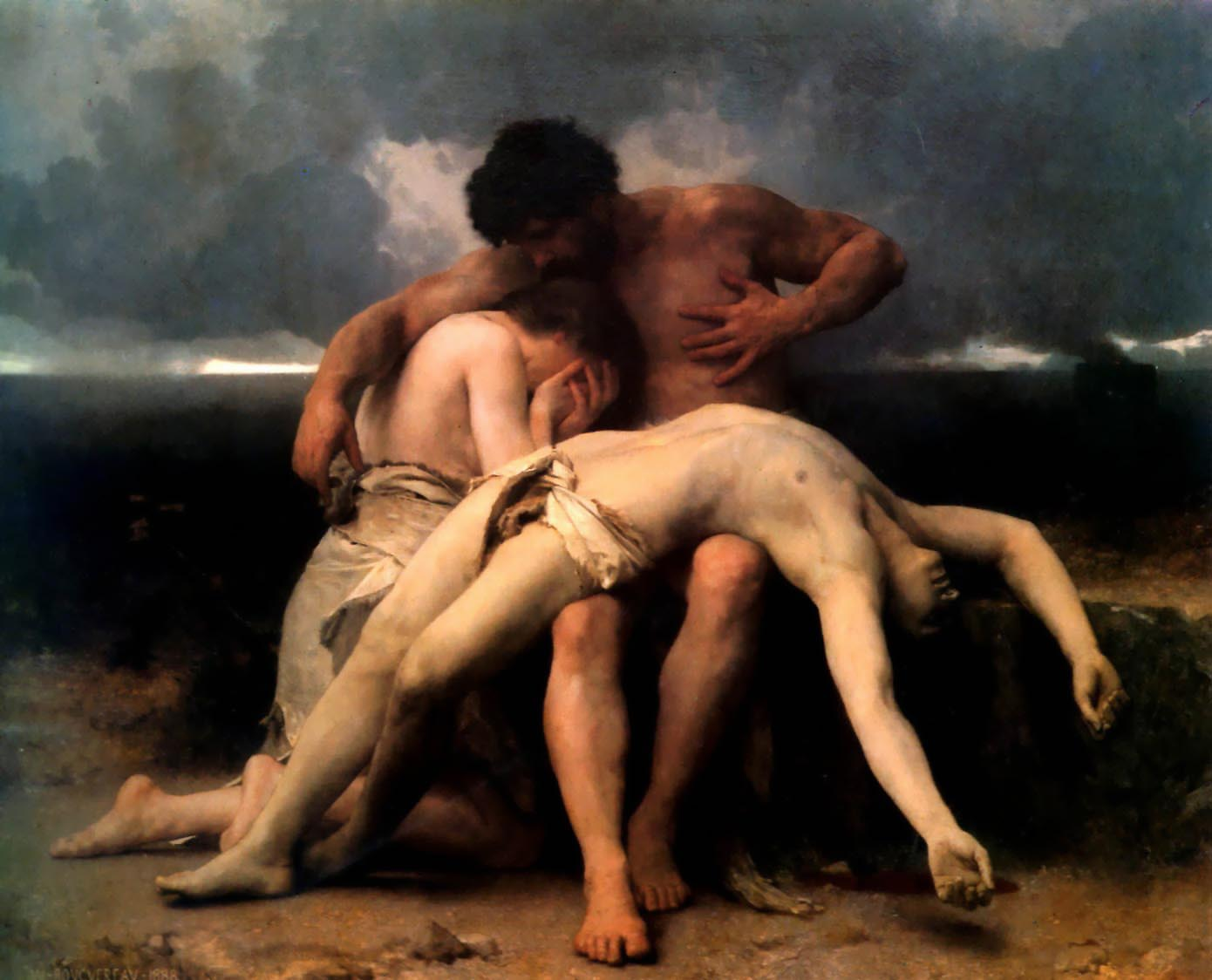
The First Mourning, 1888 윌리엄 아돌프 부게로
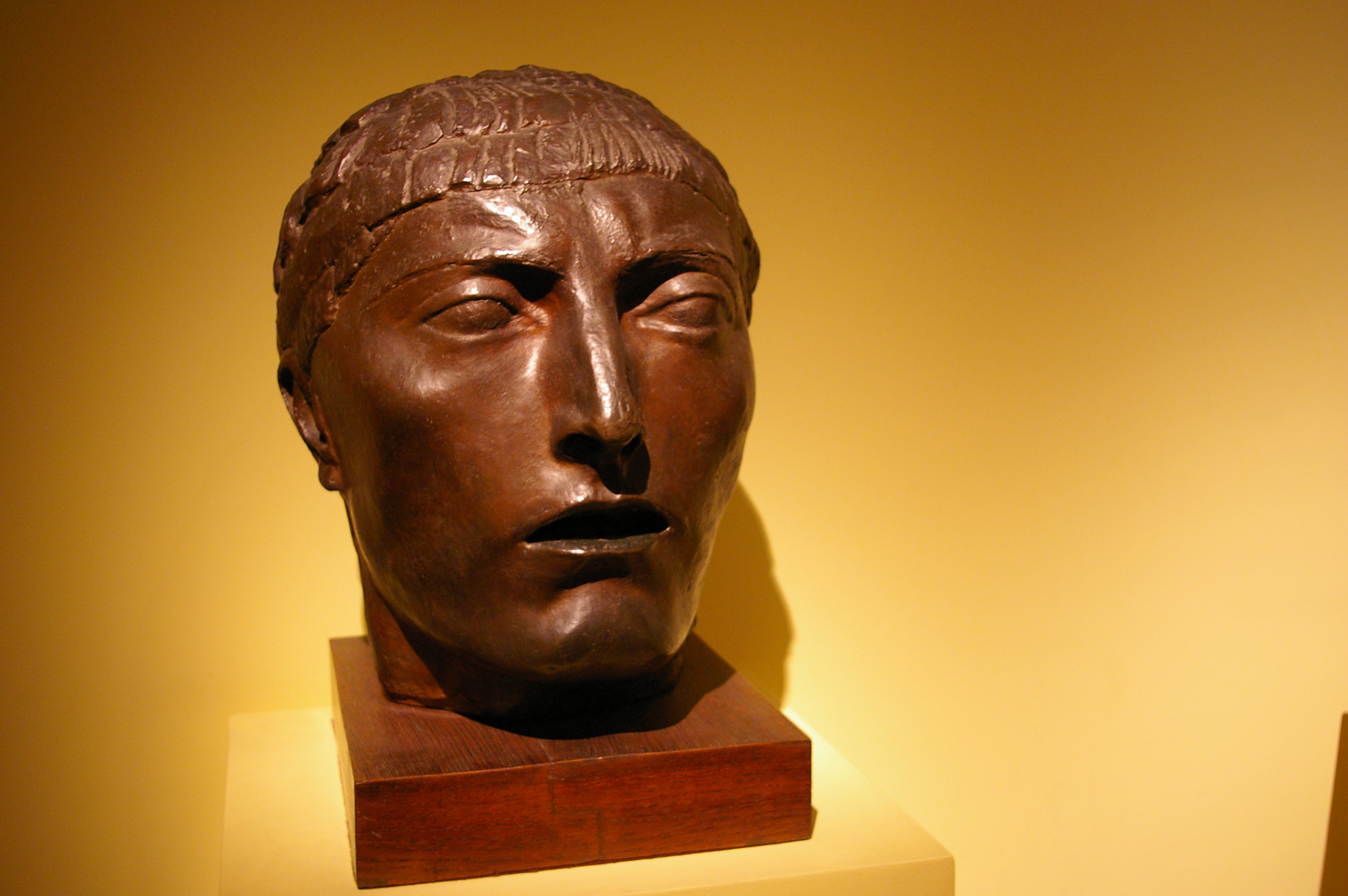
Eloquence, 1917 앙투안 부르델
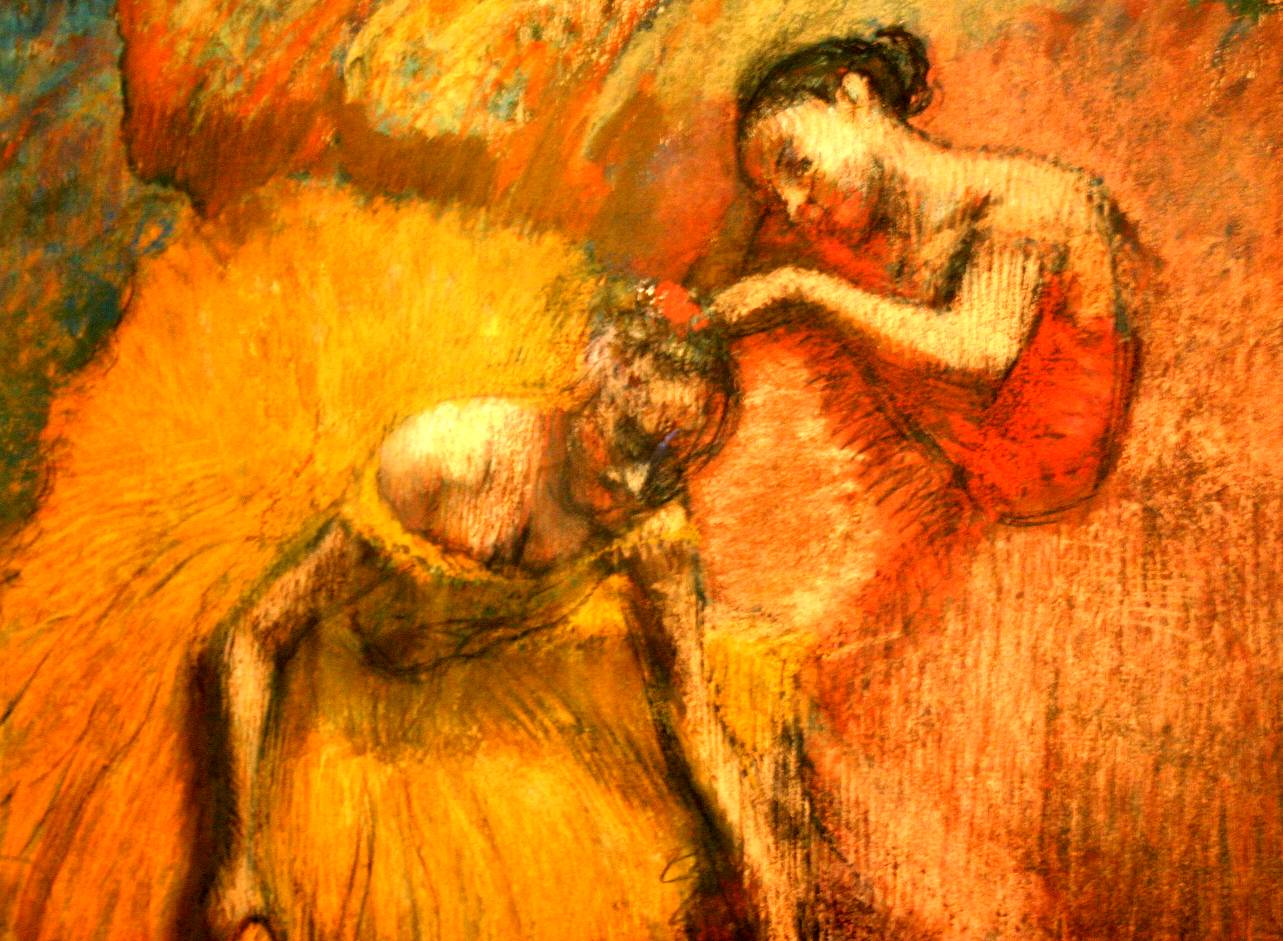
Two Dancers in Red and Yellow, 1898 에드가 드가
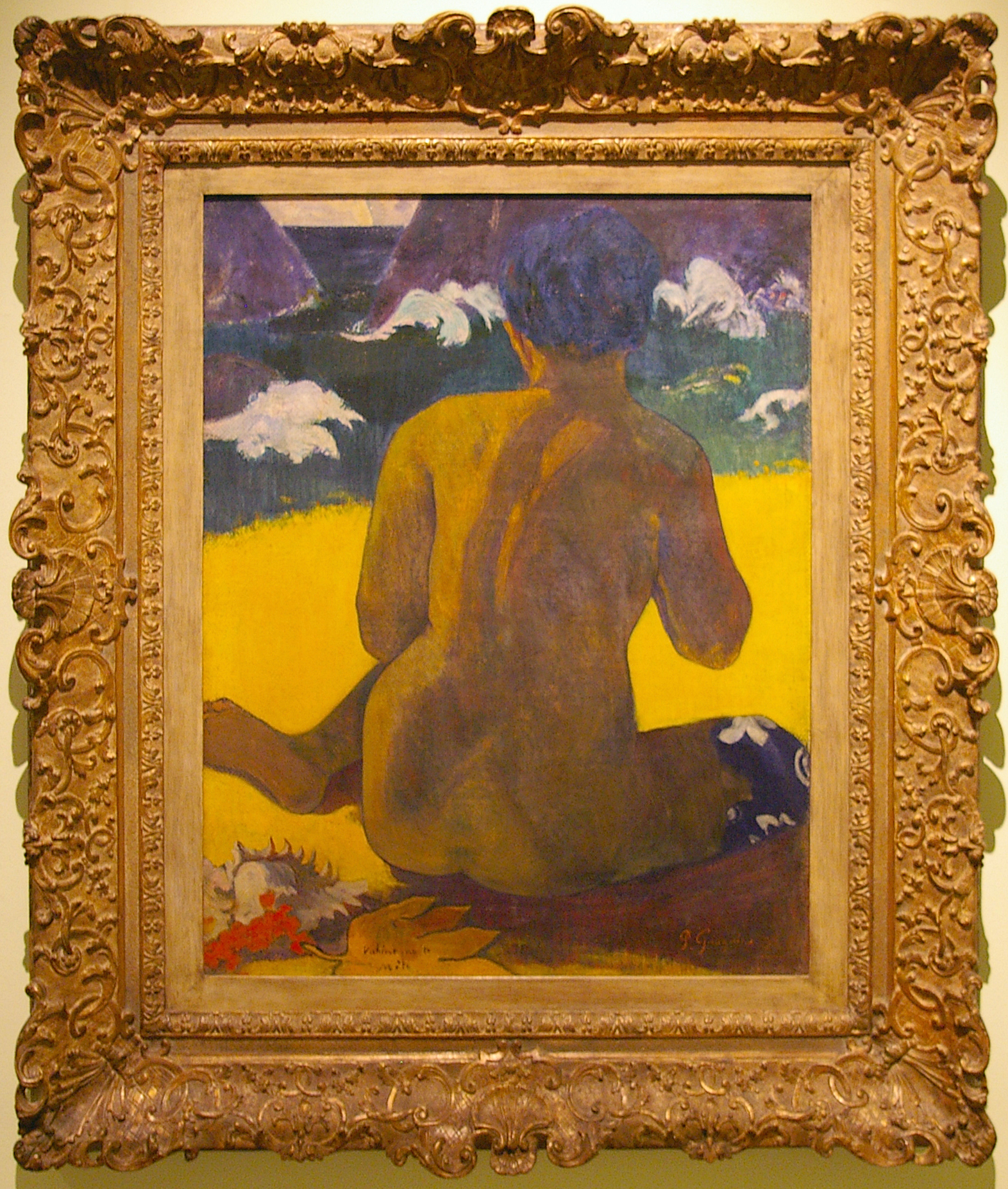
A Woman by the Sea, 1892 폴 고갱
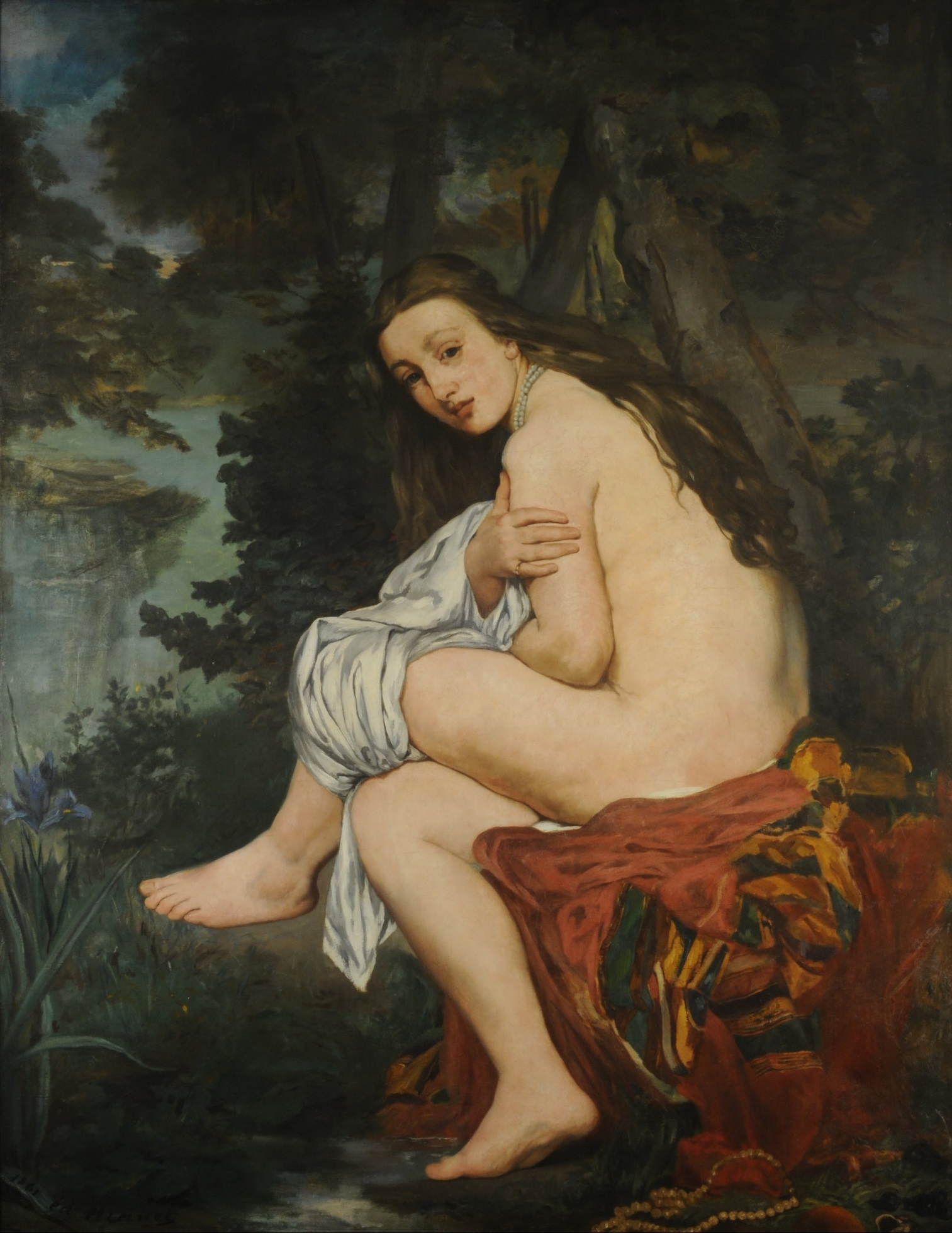
The Startled Nymph, 1861 마네
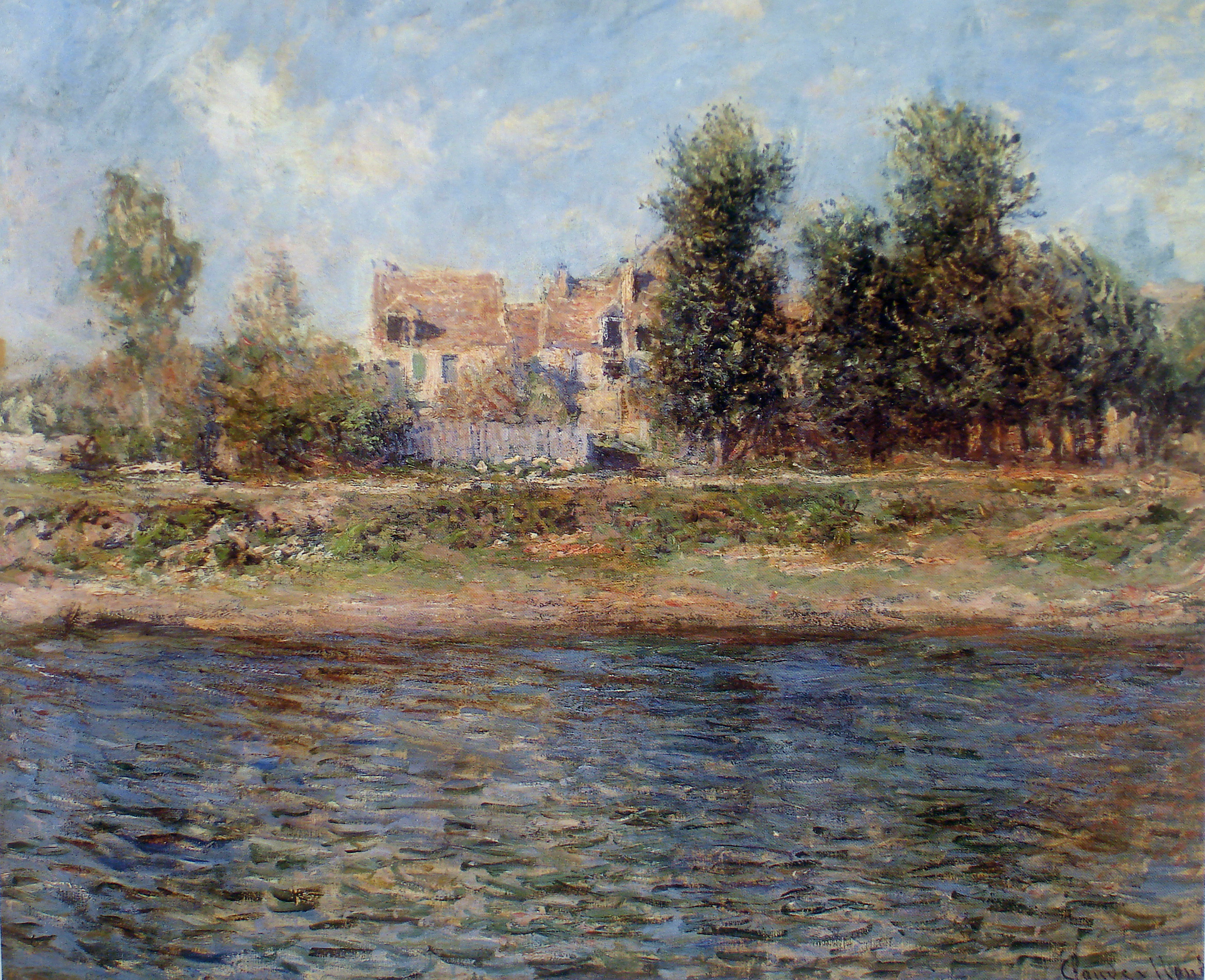
The Shores of the Seine, 1880 클로드 모네
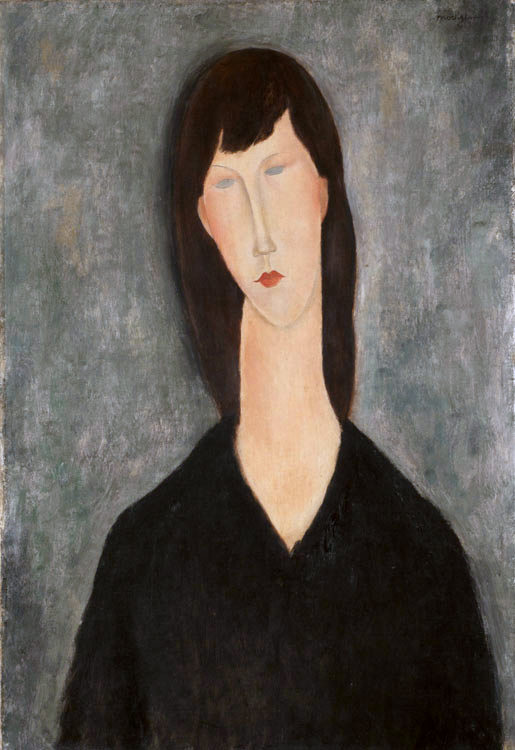
Bust of a Woman, 1918 아마데오 모딜리아니
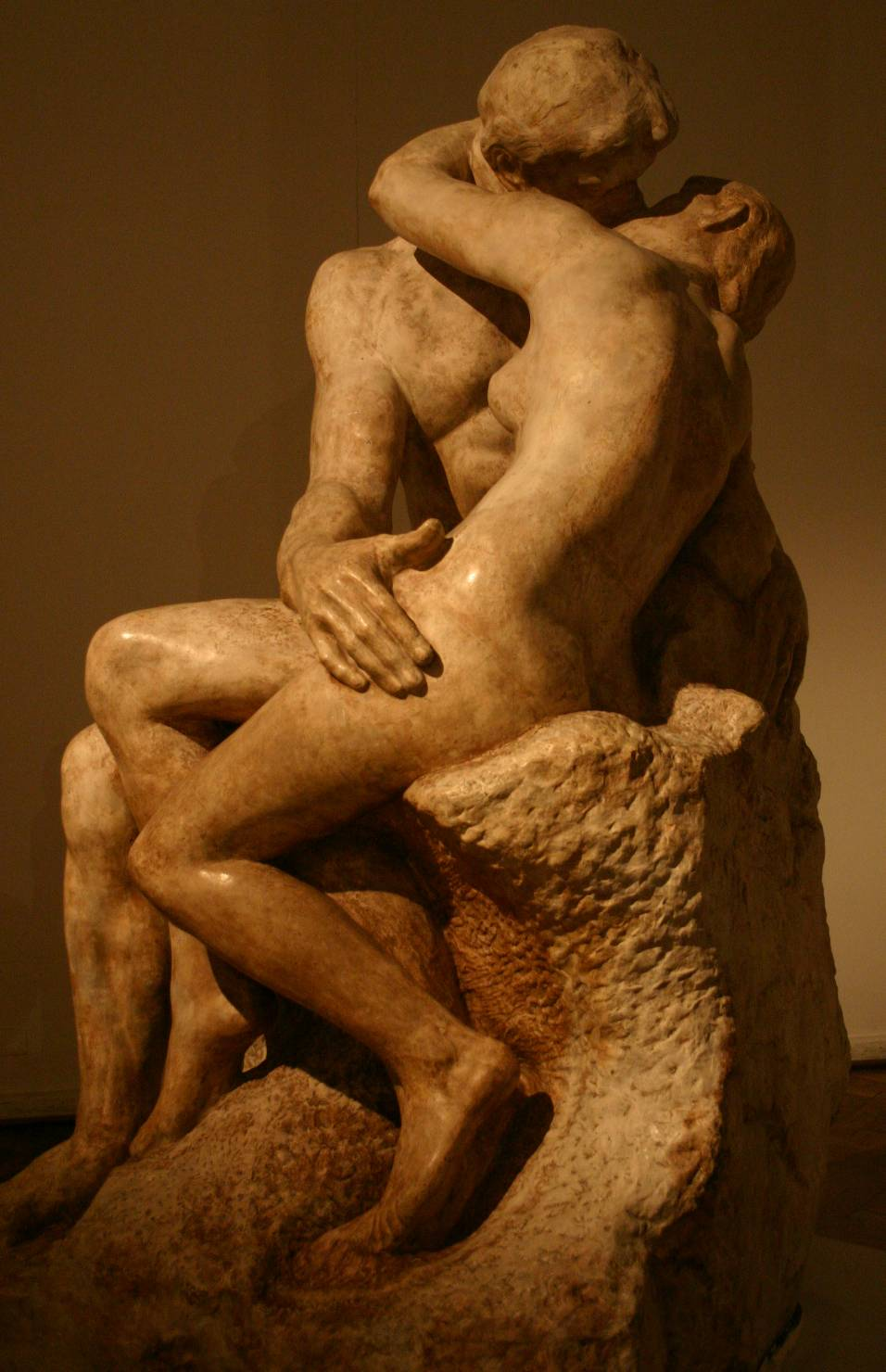
The Kiss, 1886 오귀스트 로댕
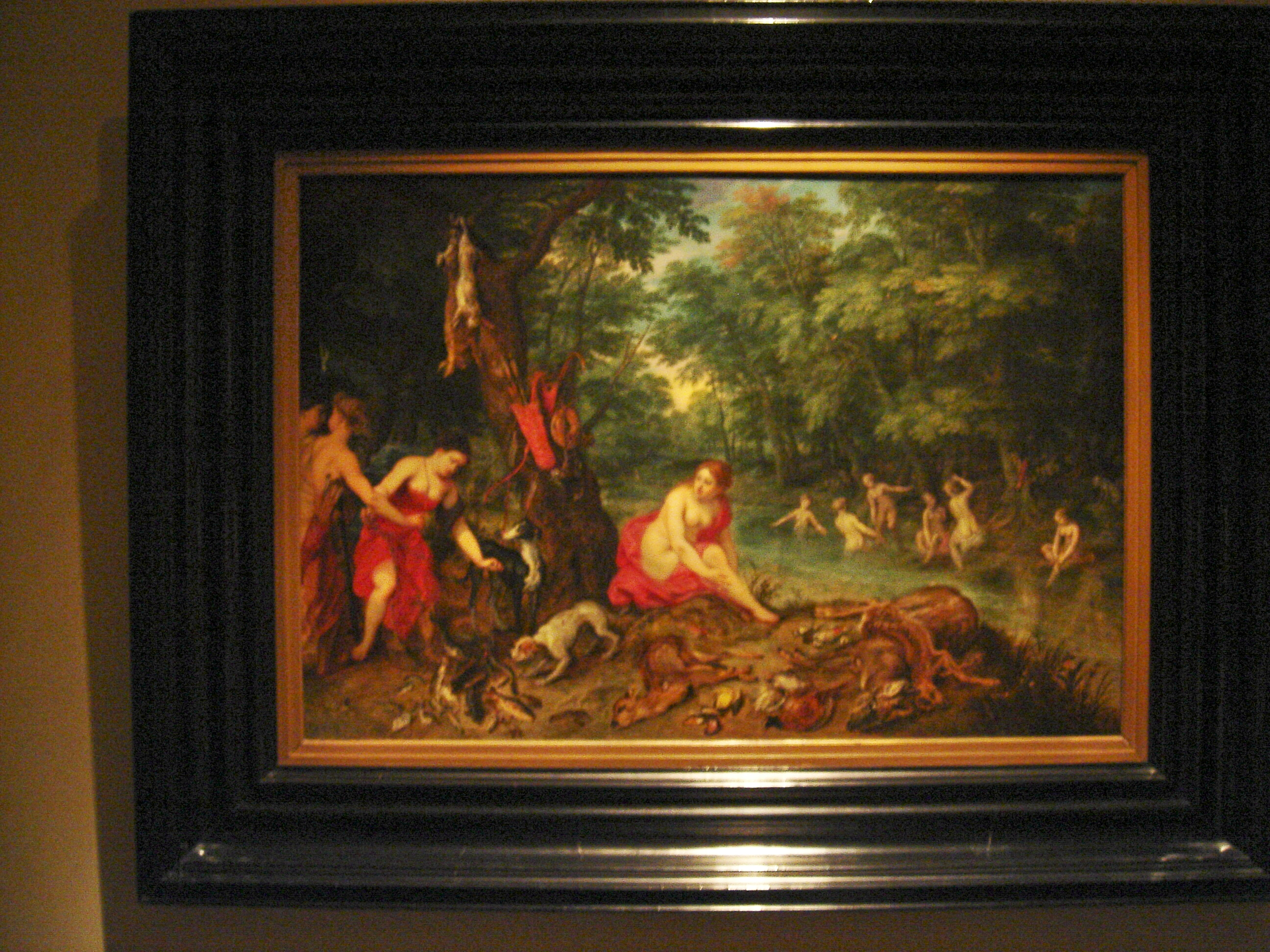
Nymphs Bathing, 1600 헨드릭 판 발렌 and 얀 브뢰겔
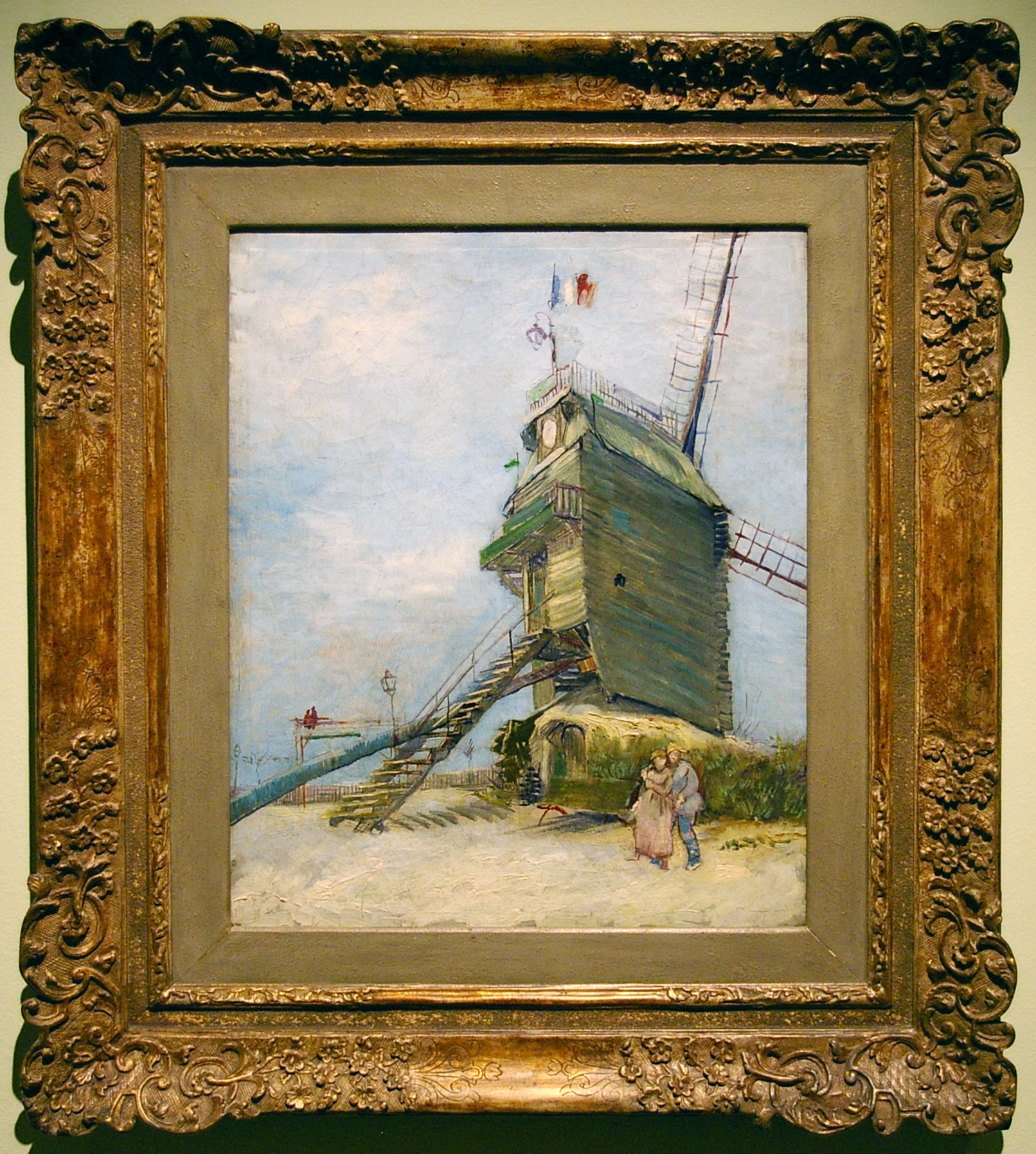
The Mill at la Galette, 1886 빈센트 반 고흐